# Berndt-Otto Rehbinder
Berndt-Otto Rehbinder, född 1 maj 1918 i Karlskrona, död 12 december 1974 i Boden, var en svensk friherre och fäktare.
Han blev olympisk silvermedaljör i Helsingfors 1952.